# Cień opadowy
Cień opadowy – zmniejszenie ilości opadu na zawietrznej stronie przeszkód terenowych – gór, lasu itp.
Przykładem cienia opadowego może być mała suma opadów na Pojezierzu Wielkopolskim (500 mm) spowodowana zatrzymywaniem opadów na wzgórzach Pojezierza Pomorskiego (700 mm). Wpływa na to rzeźba terenu, głównie wysokość nad poziomem morza. Nad najwyższymi wzniesieniami Pojezierza Pomorskiego następuje skroplenie pary wodnej zawartej w powietrzu nadciągającym znad Atlantyku i Bałtyku. Z tego powodu obfite opady występują na północno-zachodnich stokach wzniesień. Po ich przeciwnej stronie sumy opadów są znacznie mniejsze. Wzniesienia stanowią bowiem osłonę tych terenów przed napływem wilgotnych mas powietrza przynoszących opady. 